# Atlético Desportivo Moma
 Atlético Desportivo Moma é um clube de futebol  moçambicano baseada na cidade da  Beira. Eles jogam na terceira divisão do futebol moçambicano, Moçambola. Seu estádio é o Nacional Arena de Moma.